# Lisebergshjulet
Lisebergshjulet (tidigare Göteborgshjulet) är ett pariserhjul i Göteborg som invigdes första gången den 22 maj 2010, samma dag som Göteborgsvarvet. Hjulet hette från början Göteborgshjulet och stod på Kanaltorget mellan Göteborgsoperan och shoppingcentret Nordstan, i den norra änden av Östra Hamngatan, men flyttades under våren 2012 till Liseberg. På Lisebergs säsongsöppning 28 april 2012 hade hjulet nypremiär på sin nya plats och med det nya namnet Lisebergshjulet.

## Historia
Förslaget om ett nytt pariserhjul i Göteborg kom från kommunstyrelsens dåvarande ordförande Göran Johansson och är av samma typ som The Wheel of Manchester som han imponerades av vid ett besök. Hjulet uppfördes mellan den 6 och 16 april 2010.
Platsen där Göteborgshjulet stod fick, av den så kallade göteborgshumorn, namnet Hjultomten. Göteborgshjulet kom i folkmun att kallas för Högfärden samt Rullevi.

## Teknik
Hjulet är 60 meter i diameter och har 42 gondoler. Totalt väger hjulet 275 ton.
Huvudaxeln är lagrad med sfäriska rullager från SKF .
Alla gondoler är utrustade med luftkonditionering, inklusive riktbara luftutblås, samt på- och avsättbara lampor.

## Världsrekord
18 juli 2012 användes hjulet för att slå världsrekordet i Flest nationaliteter i en åkattraktion. Rekordet slogs under Gothia Cups 38:e upplaga och rekordförsöket var ett samarbete mellan Liseberg, SKF och Gothia Cup. Rekordförsöket övervakades av en representant från Guinness rekordbok och totalt åktes Lisebergshjulet av 72 olika nationaliteter samtidigt, vilket var betydligt fler än det tidigare världsrekordet på 50 olika nationaliteter i en åkattraktion.

## Bilder
- Wikimedia Commons har media som rör Lisebergshjulet.

### Lisebergshjulet

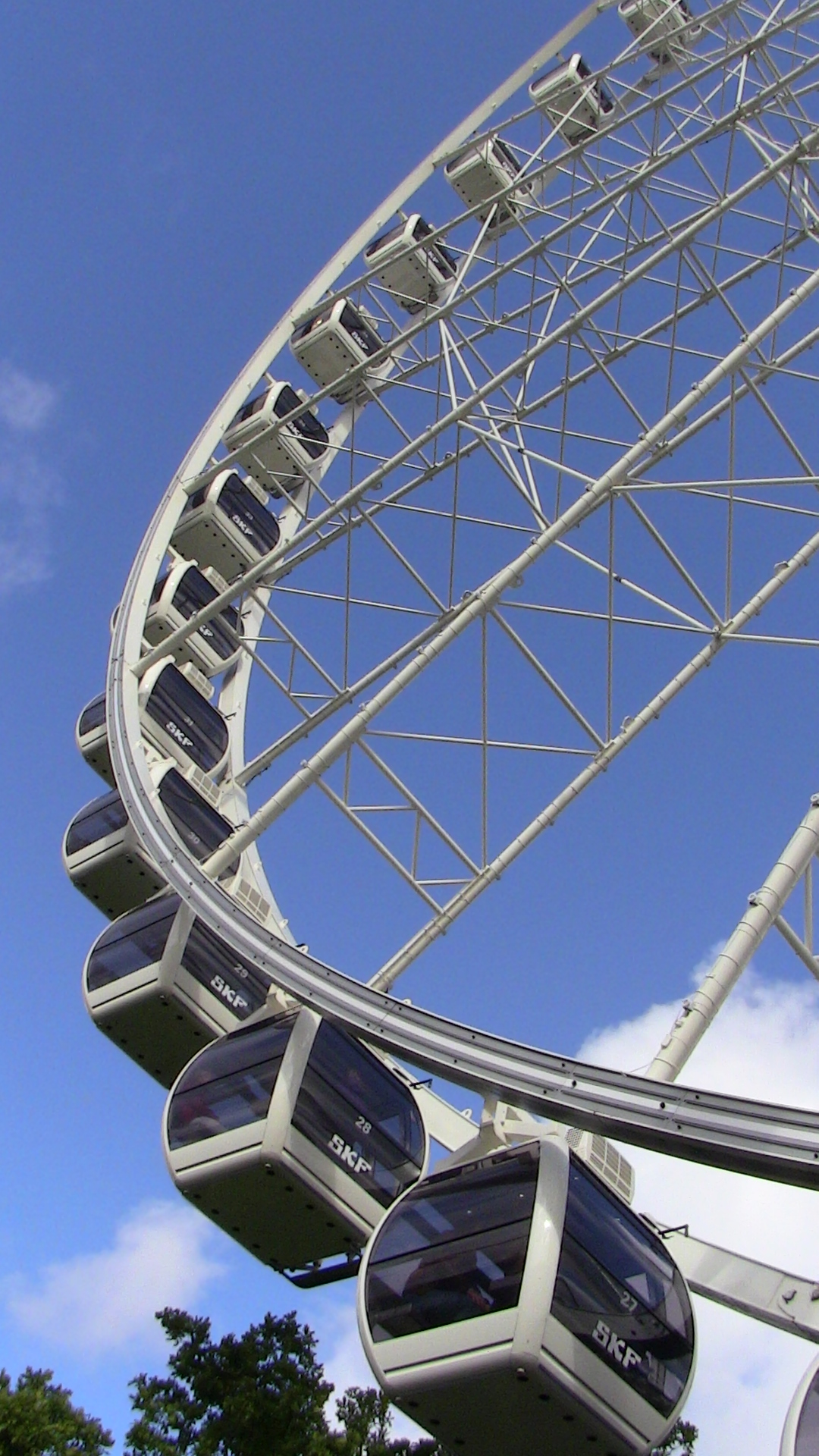
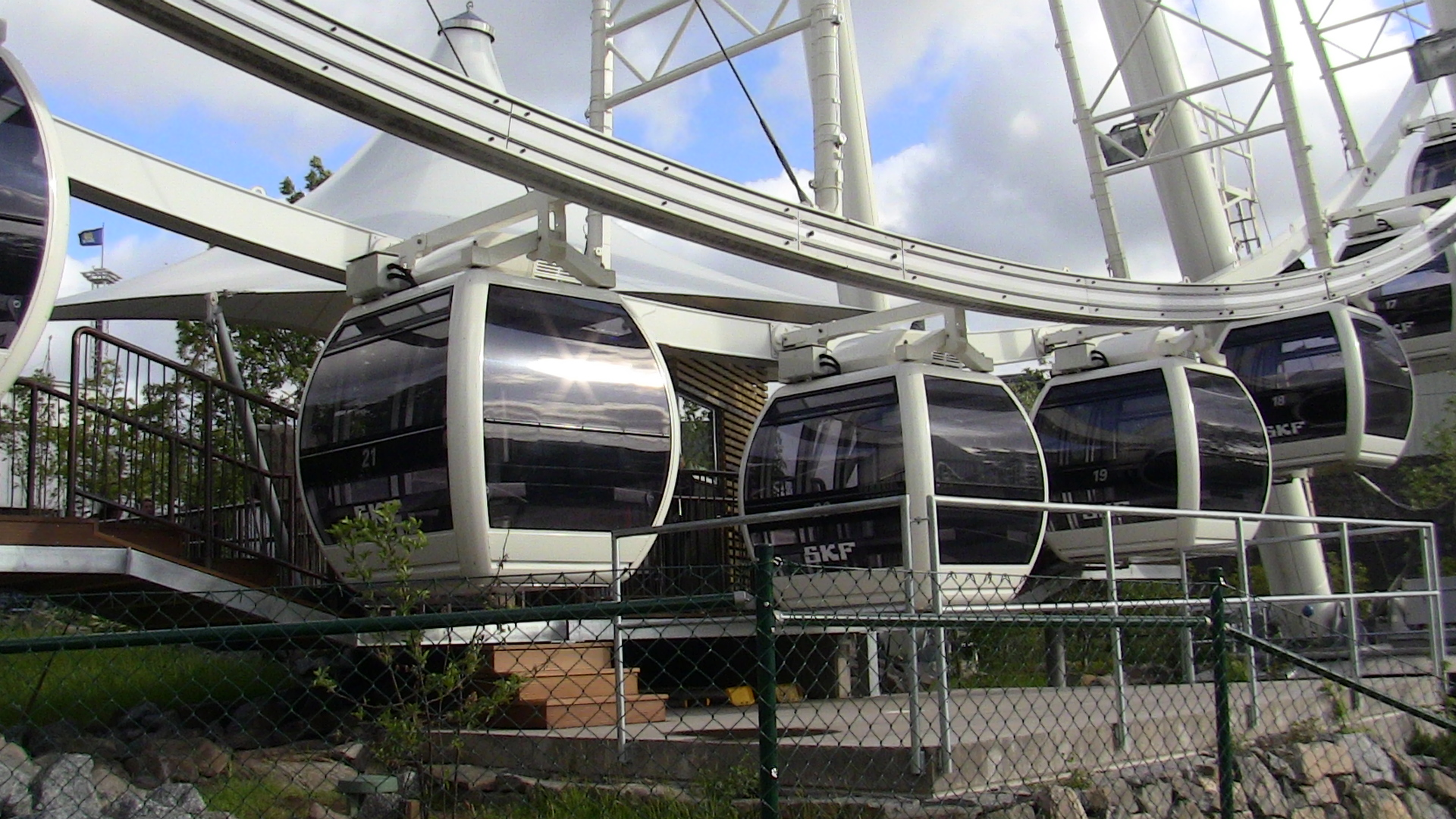
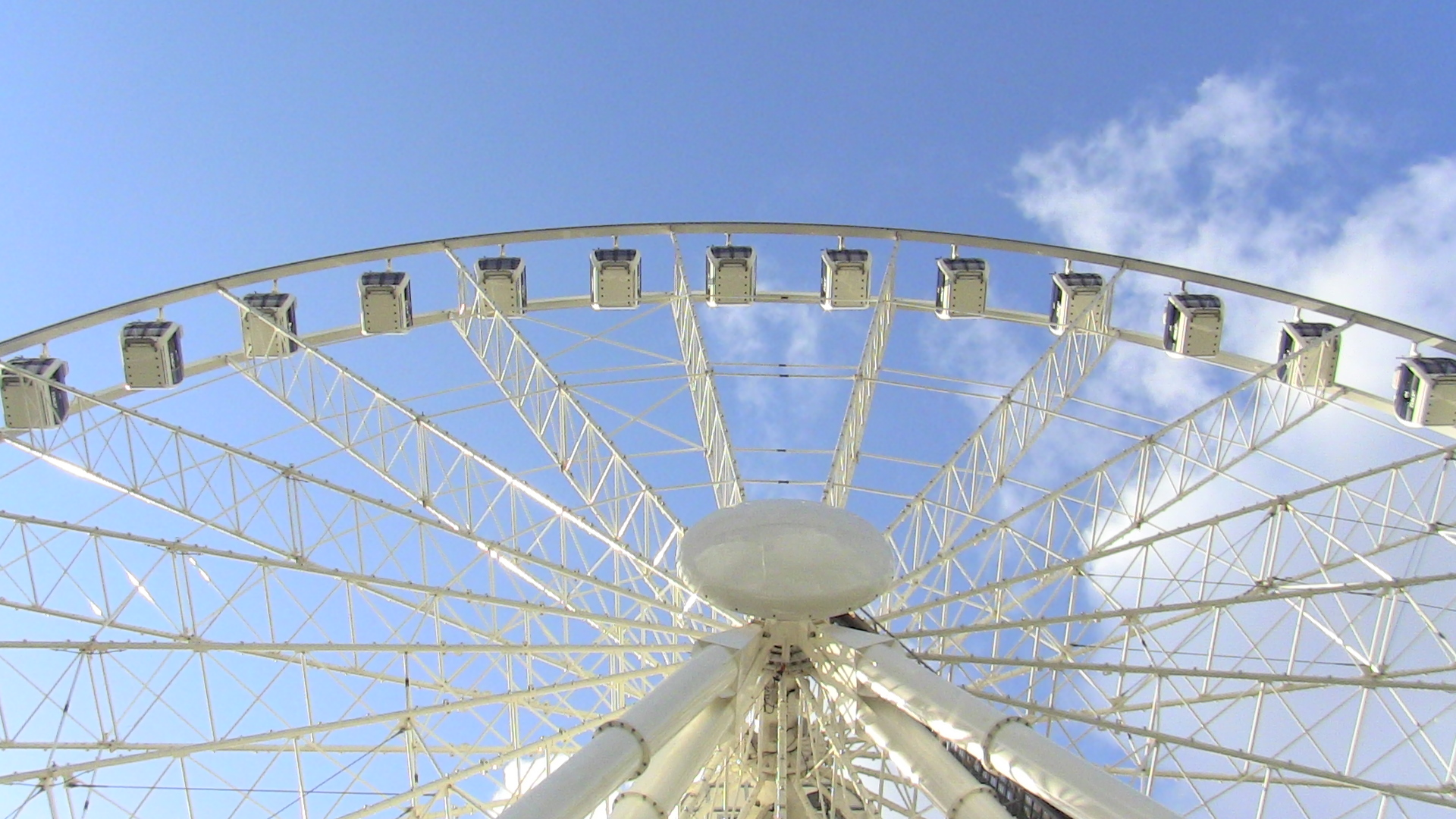
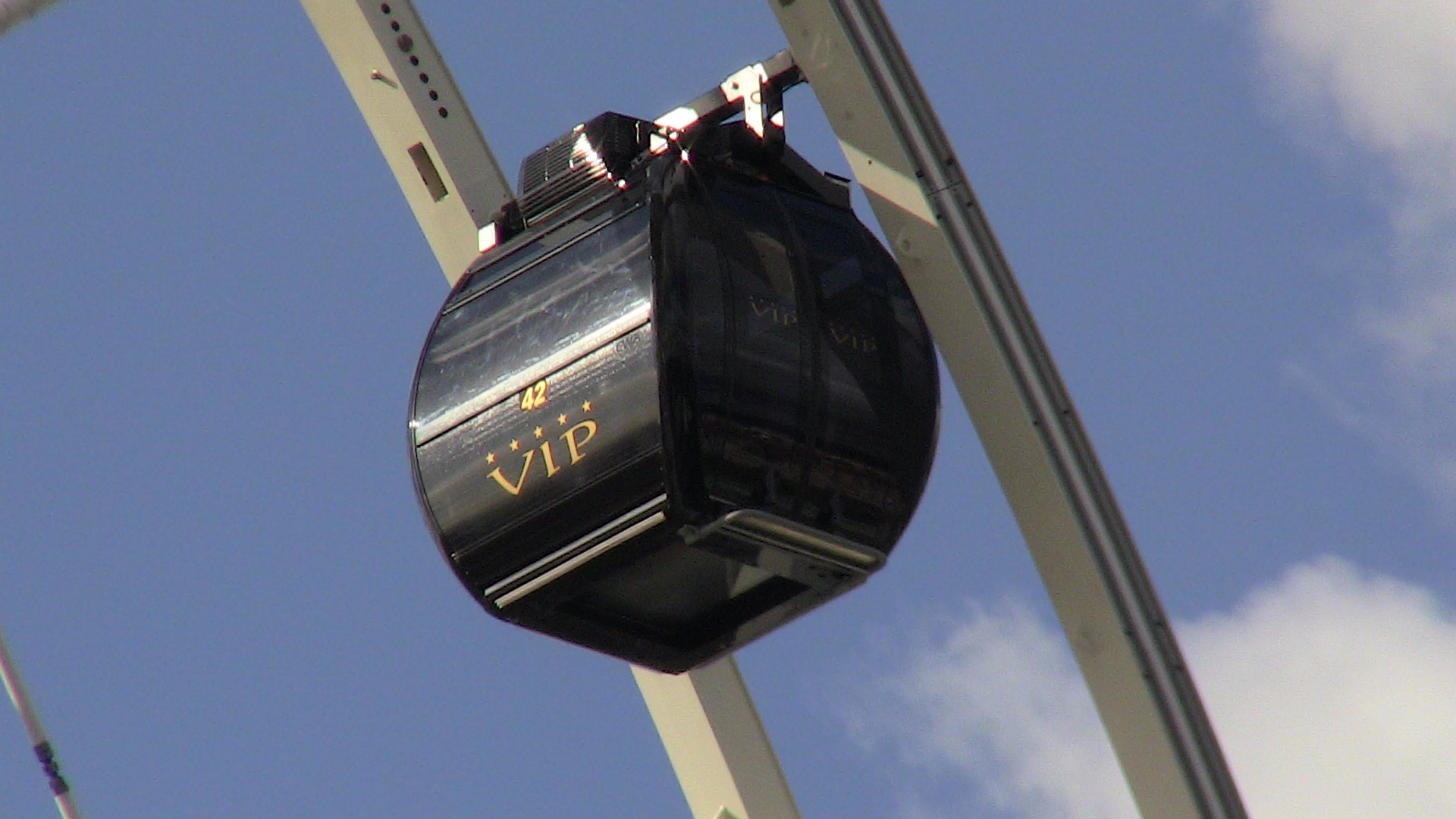

Bilder från uppförandet av hjulet på sin nuvarande plats.

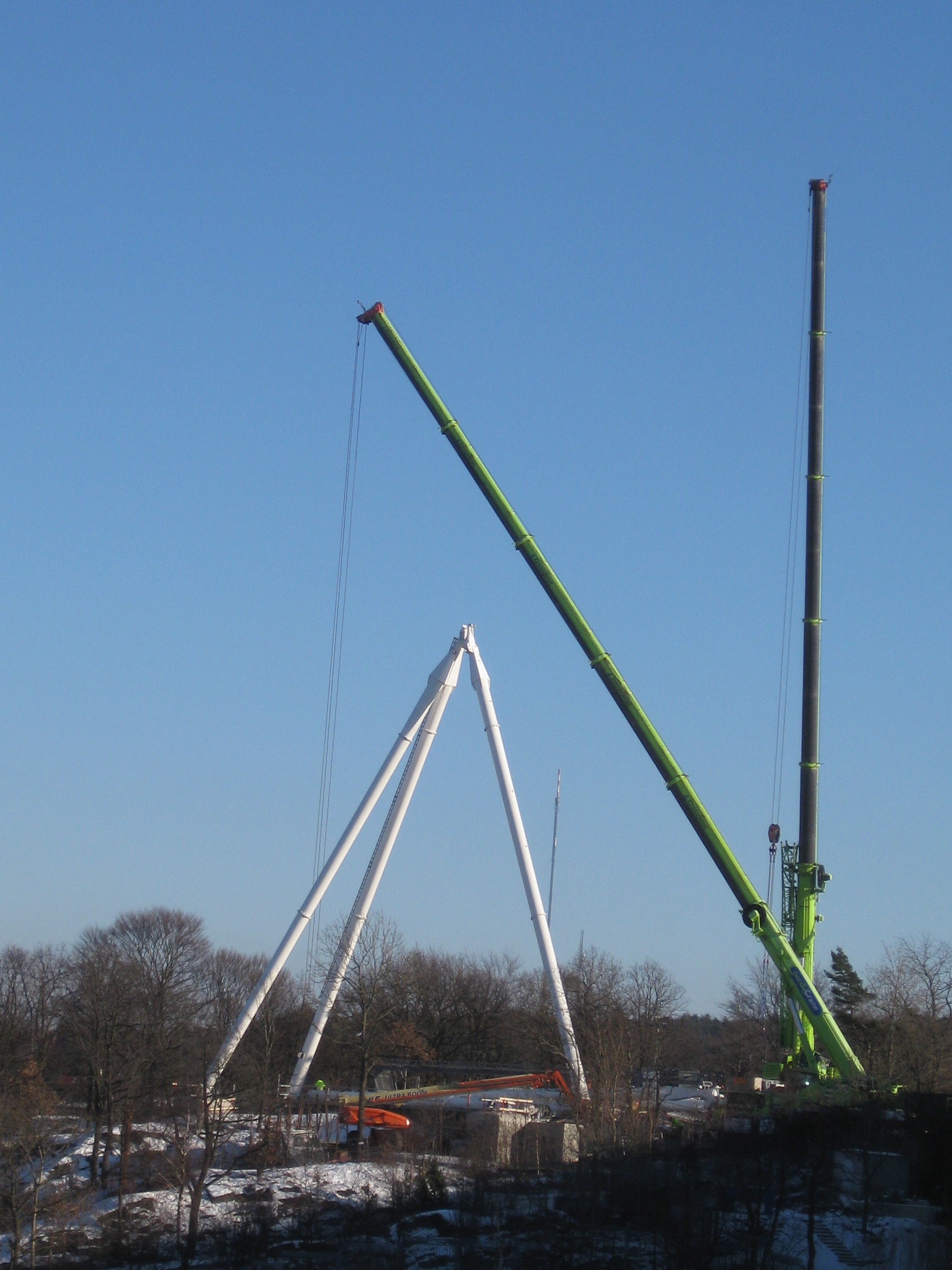
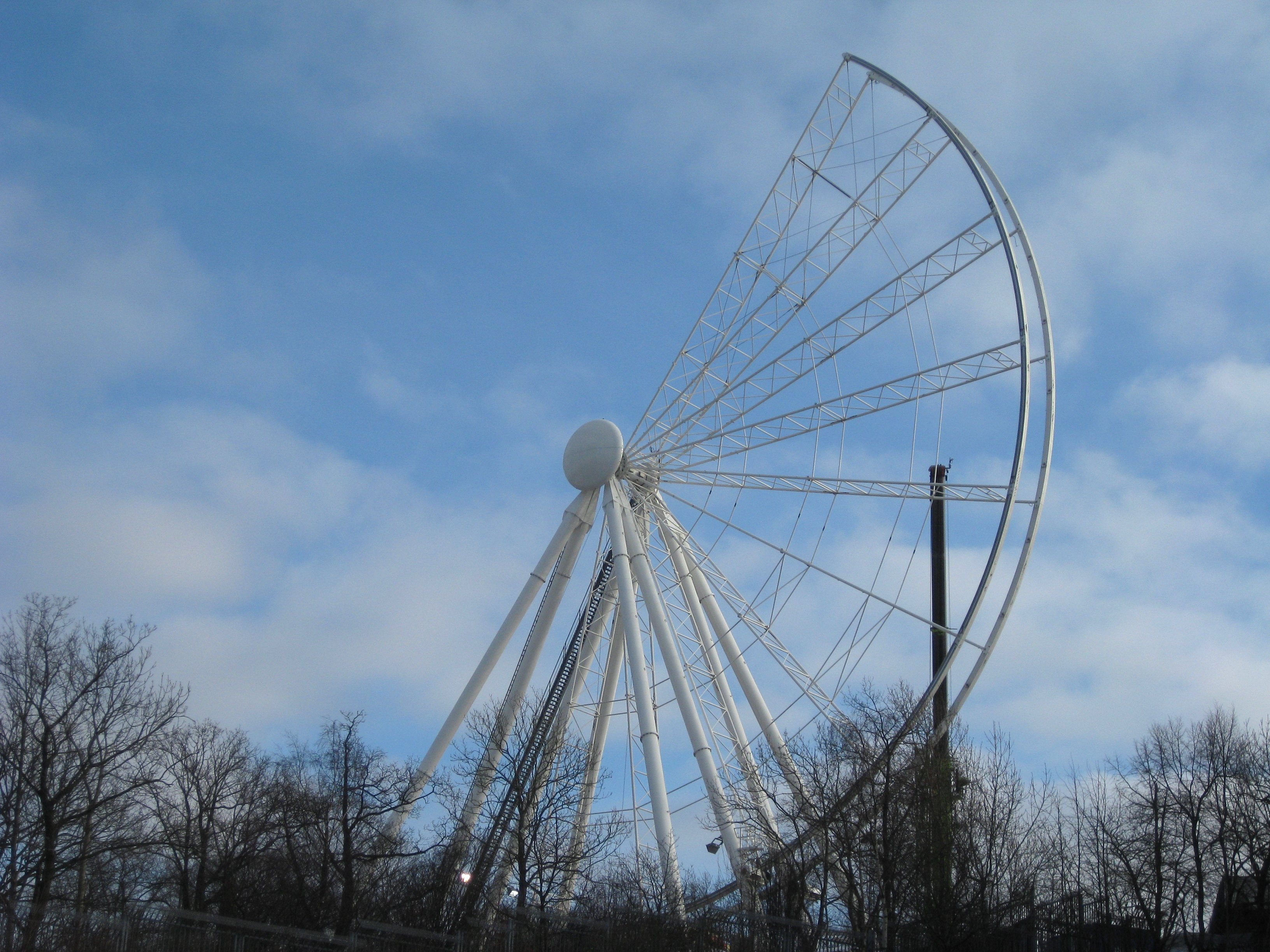
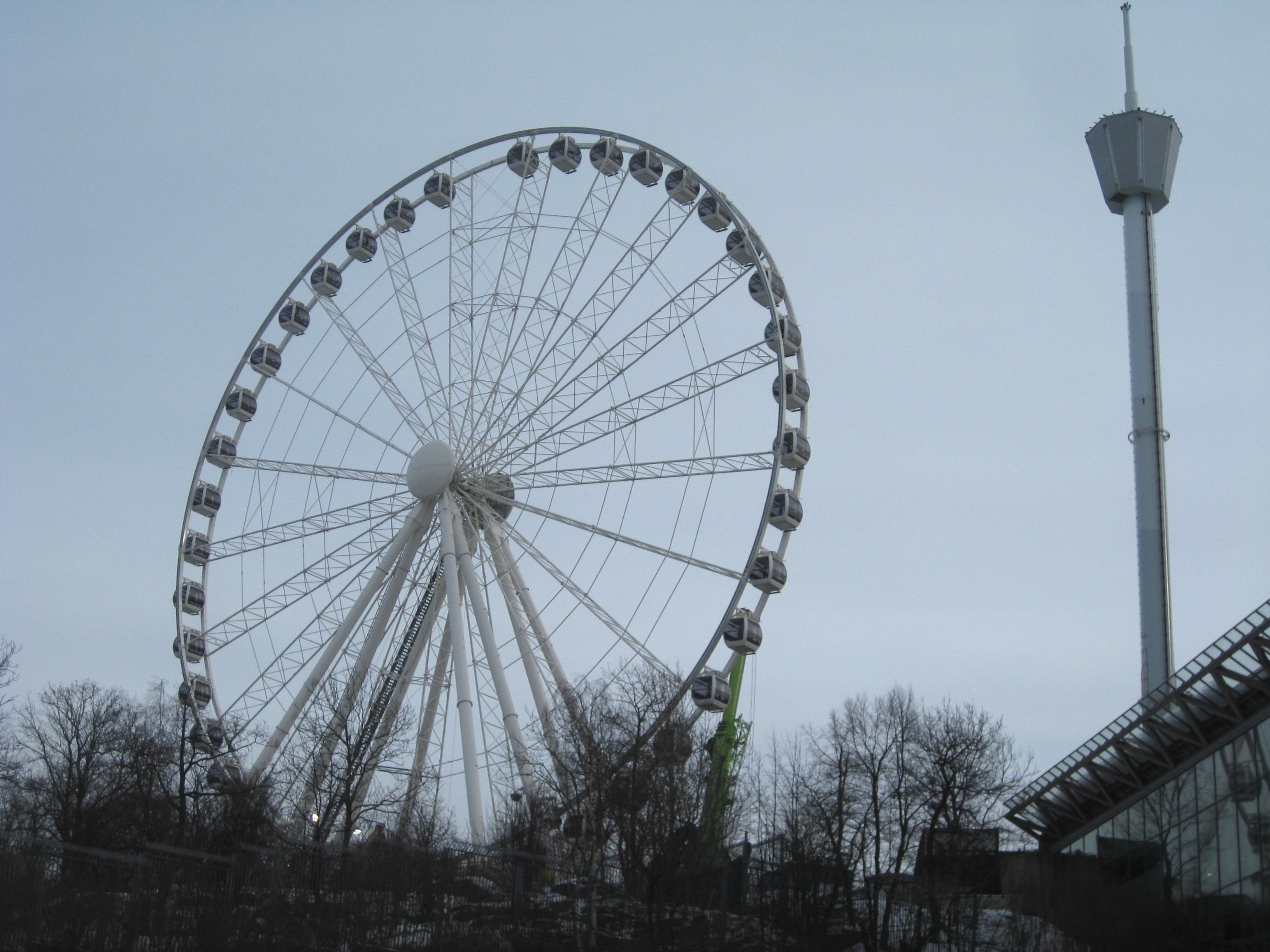

### Göteborgshjulet
- Wikimedia Commons har media som rör Göteborgshjulet.

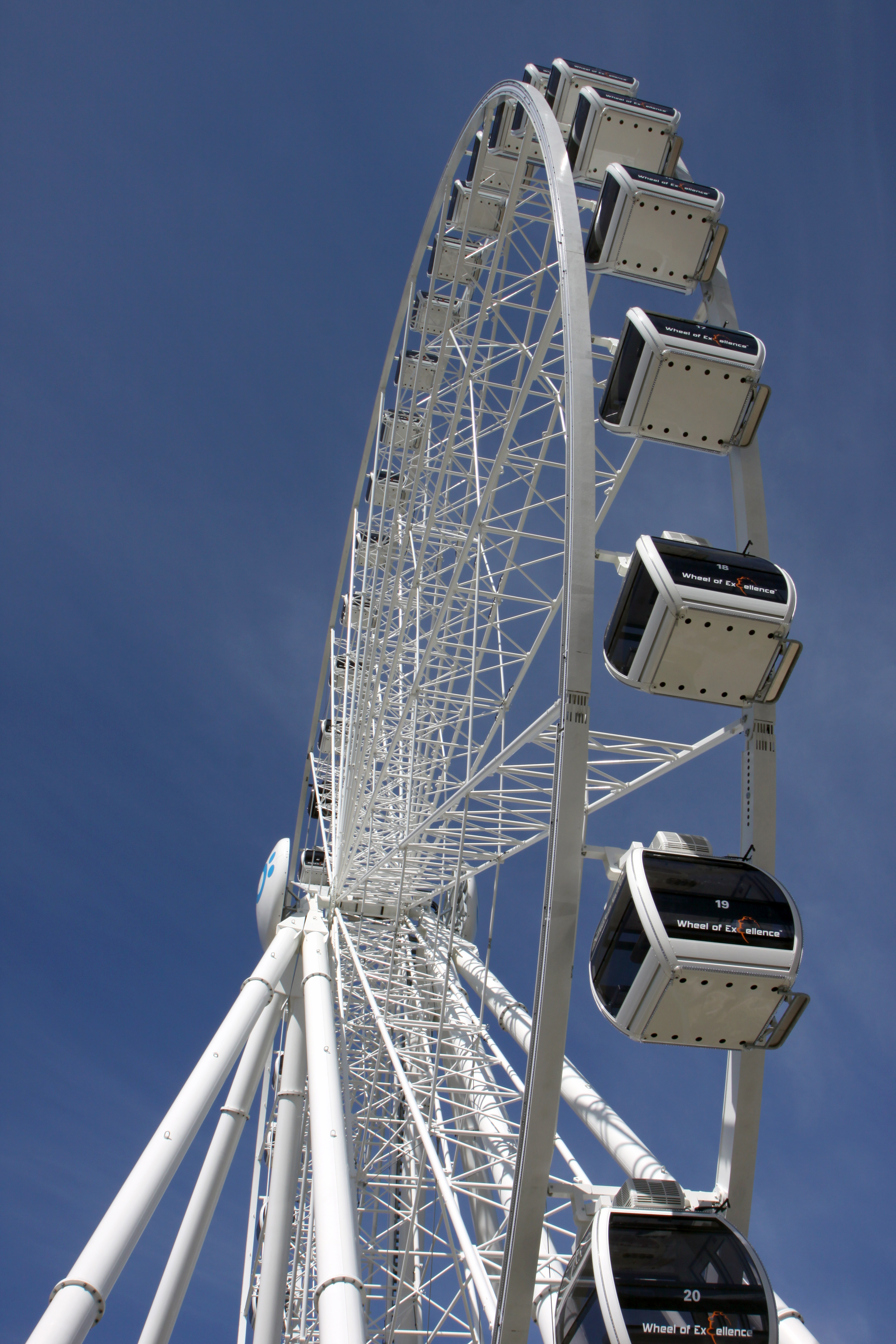
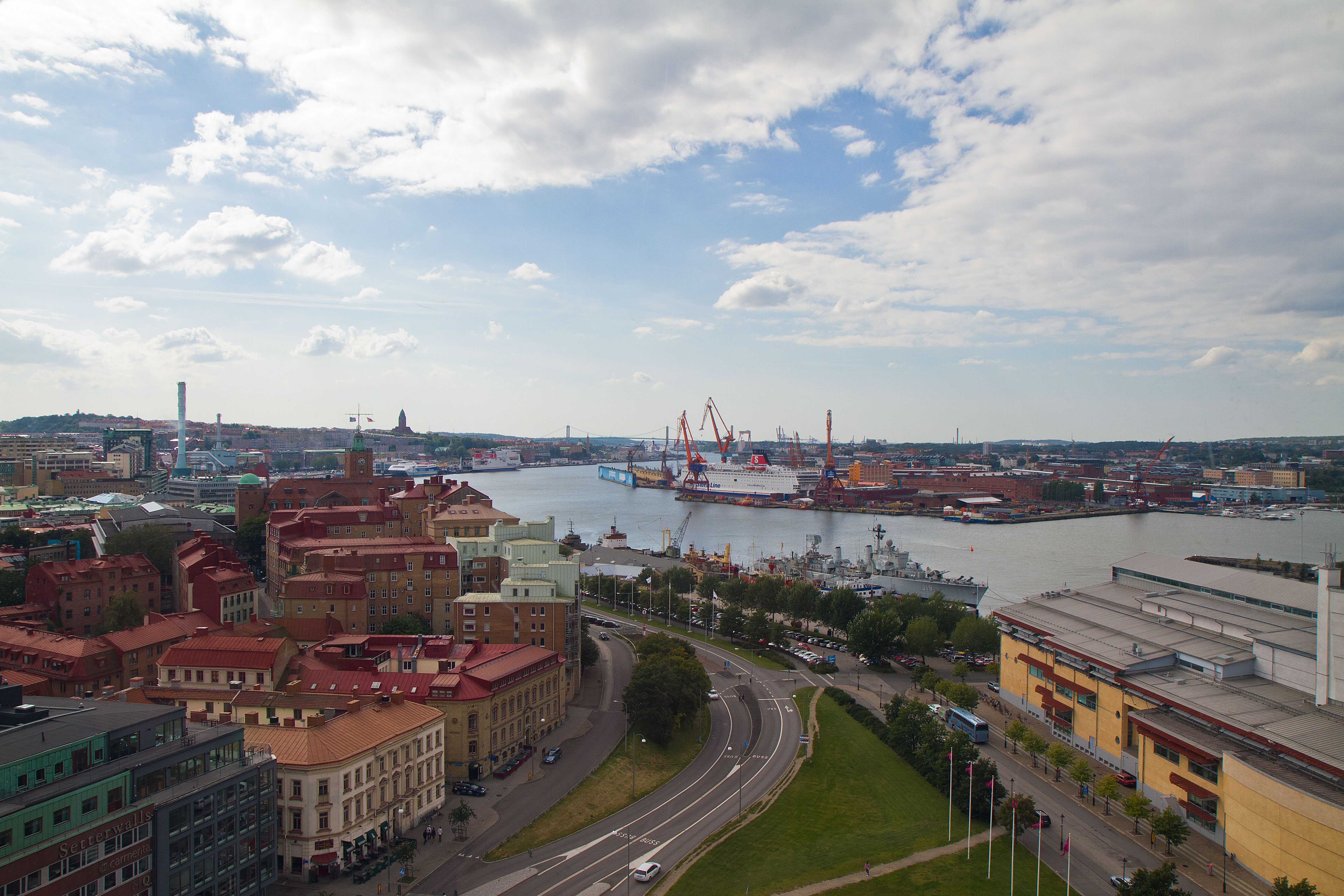
Utsikt västerut från hjulet, september 2010
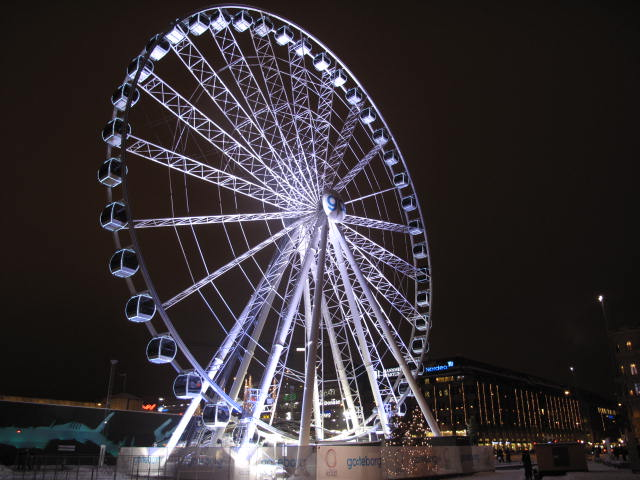
Göteborgshjulet på kvällen, nyårsafton 2010
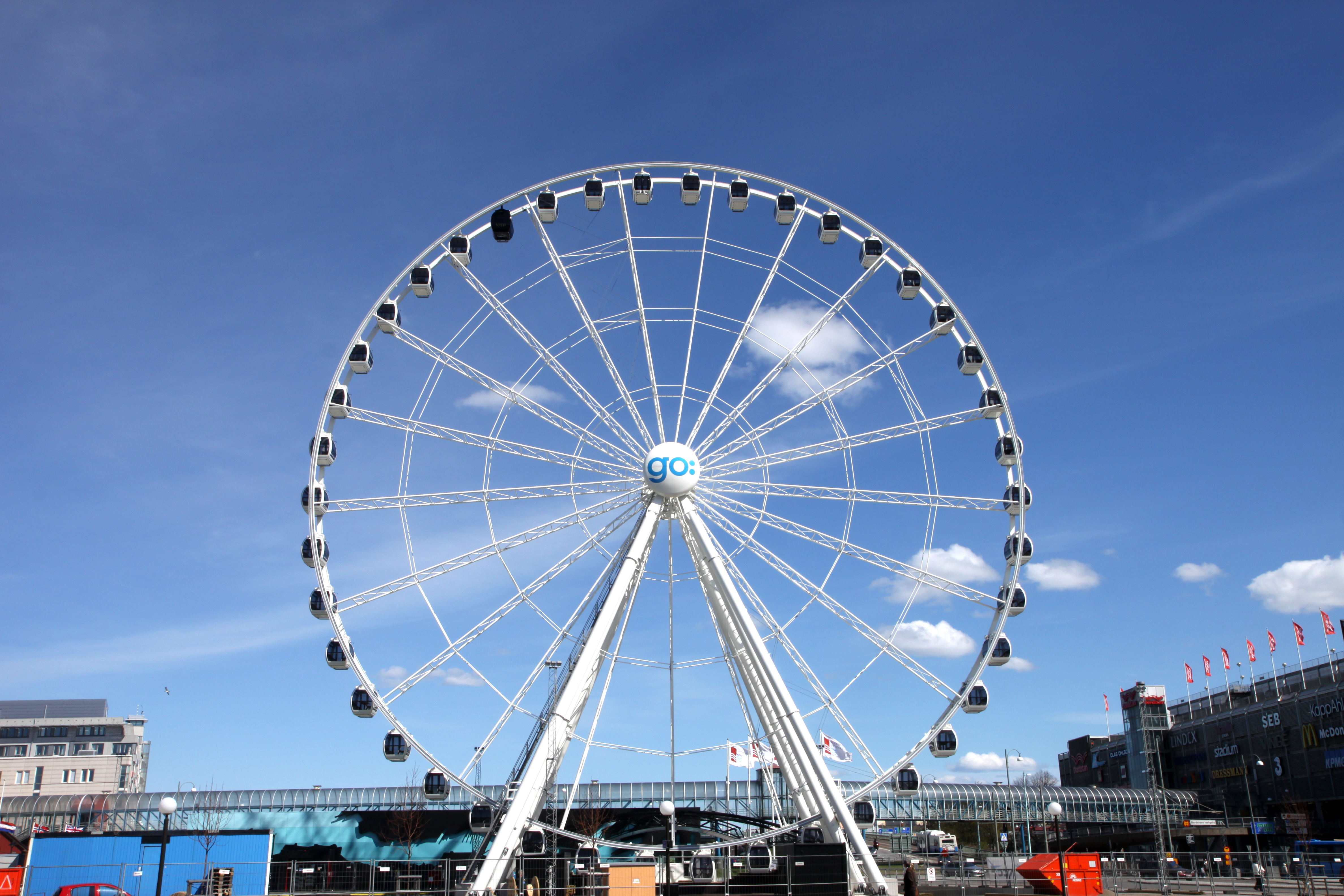
Göteborgshjulet ett par veckor före premiären. I bakgrunden syns Nordstan.